# Kukutyin

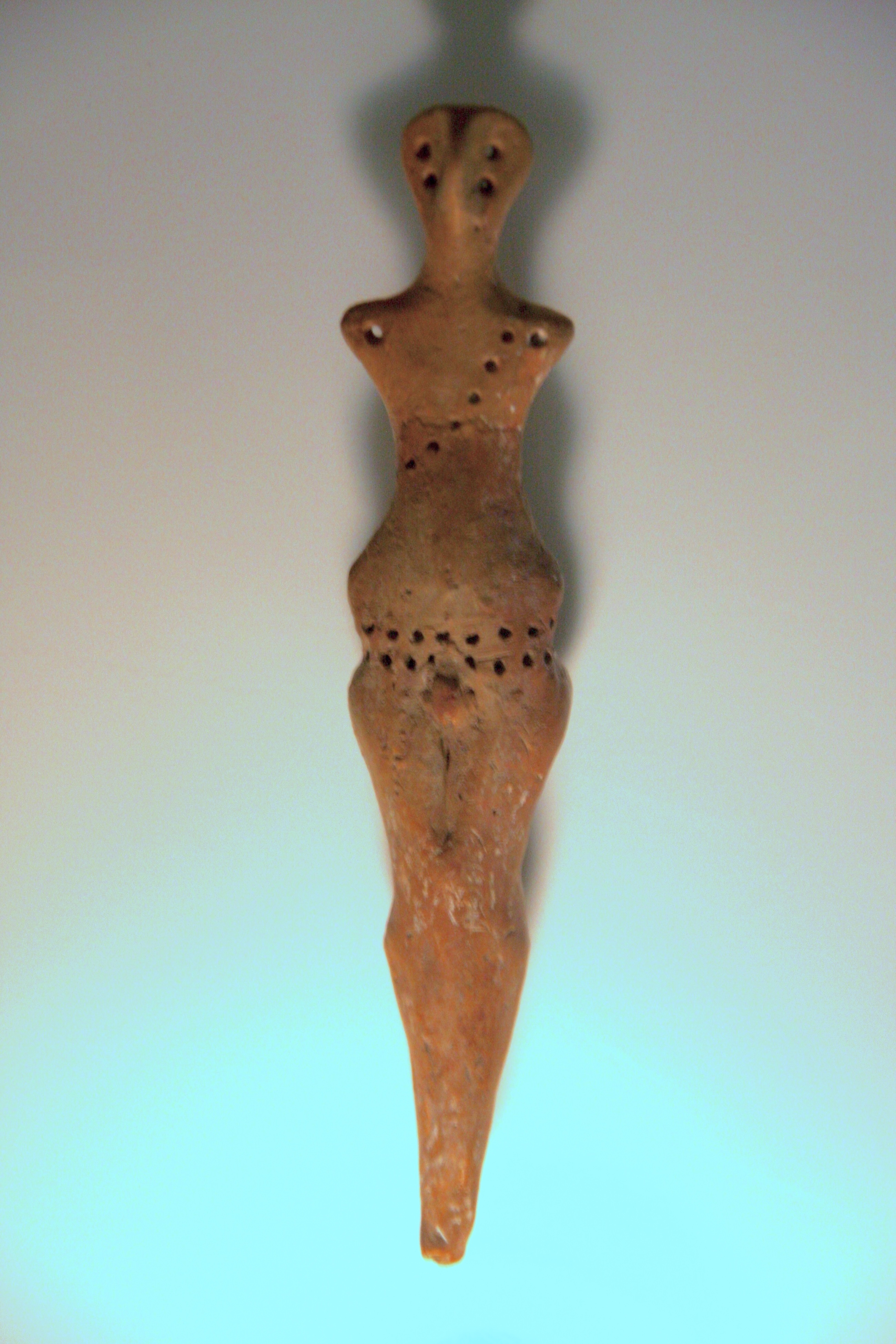
Cucuteni környékén feltárt neolitikumi, 5–7000 éves lelet

Kukutyin Deszk, Ferencszállás, Klárafalva, Kübekháza települések egyes részein terül el.

## Elmegyek Kukutyinba zabot hegyezni
Ferencszállás része, Kukutyin puszta az 1880-as évek idejében zabbal volt bevetve, de az éppen akkor áradó Maros miatt a szántóföldeken nem lehetett dolgozni. A leleményes helyiek nem akarták, hogy veszendőbe menjen a termés, ezért csónakokba ültek és úgy vágták le a zab hegyét, az értékes kalászokat.
Az eseményt Ferencszállás címere és a népnyelv máig is őrzi.
Más forrás szerint a 19. században Deszkhez tartozó puszta volt Kukutyin.

## Határon túli Kukutyin
A másik Kukutyin az országhatáron túl, Romániában található. A csángók nevezik így a Prut melletti Cucuteni községet, amely a környékén feltárt neolitikumi, 5–7000 éves leletekről nevezetes. A jellegzetes, spirális motívumokkal díszített agyagedények és zsírfarú asszonyságokat ábrázoló szobrocskák készítőinek kultúrája a lelőhely alapján Cucuteni-kultúra néven került be a szakirodalomba.